# Libusza (imię)
Libusza – słowiańskie imię żeńskie czeskiego pochodzenia (Libuše).
W 1994 roku imię to nosiło 18 kobiet w Polsce. 
Znane osoby o tym imieniu:
- Libusza, legendarna władczyni Czech;
- Libuše Lomská, czechosłowacka lekkoatletka, płotkarka;
- Libuše Šafránková, czeska aktorka;
- Libuše Valentová, czeska rumunistka, italianistka oraz filolog francuska.